# Prisoner's dilemma
Het prisoner's dilemma, in het Nederlands wel gevangenendilemma, is een gedachte-experiment uit de speltheorie waarin twee rationele individuen, die niet met elkaar kunnen communiceren, over hun gezamenlijk lot nadenken en daarbij voor zichzelf kiezen, hoewel zij er samen beter op zouden worden voor elkaar te kiezen. Het gedachte-experiment werd in 1950 bedacht door Merrill M. Flood en Melvin Dresher, maar de naam prisoner's dilemma en de formulering met gevangenen stammen van Albert William Tucker.

## Formulering
Meestal luidt de formulering van het dilemma ongeveer als volgt:
Er is een ernstig misdrijf gepleegd. Twee gewapende mensen worden gepakt en het lijkt erop dat het de daders zijn, maar het bewijs ontbreekt. Ze worden apart in de cel gezet en kunnen niet met elkaar communiceren. De openbaar aanklager doet elke verdachte het volgende voorstel:
1. Als jullie allebei blijven zwijgen, kan ik jullie niet veel maken. Je krijgt dan alleen een geldboete wegens wapenbezit zonder vergunning.
2. Als er één bekent is de zaak rond. Degene die bekent zal ik laten gaan omdat hij zo goed heeft meegewerkt. Degene die niet bekent kan minstens tien jaar gevangenisstraf verwachten.
3. Als jullie allebei bekennen, krijgen jullie allebei vijf jaar.

De vraag is: wat kan een gevangene het beste doen (optimale strategie)? Een coöperatieve strategie (zwijgen) of een niet-coöperatieve strategie (bekennen)?
De kern van het dilemma is dat het voor beide verdachten samen weliswaar beter is om te zwijgen, maar dat elke verdachte alleen aan zijn eigen voordeel denkt. Bovendien kunnen ze niet met elkaar communiceren. Ongeacht wat de ander doet, is het voor elke verdachte beter om te bekennen. Immers: als de ander zou zwijgen, heeft bekennen het grootste voordeel (vrijspraak in plaats van een geldboete), en als de ander bekent, heeft bekennen ook het grootste voordeel (5 jaar gevangenisstraf in plaats van 10 jaar). De situatie waarin beide verdachten bekennen is daarom een Nash-evenwicht.
Zelfs wanneer de verdachten kunnen communiceren en vooraf afspreken te zwijgen, is het gunstig de ander te verraden en alsnog te bekennen. Onderstaande tabel geeft de gedachtegang van elk van de verdachten weer:
|              | Ik zwijg               | Ik beken           |
| ------------ | ---------------------- | ------------------ |
| Ander zwijgt | Ik krijg een geldboete | Ik ben vrij        |
| Ander bekent | Ik krijg tien jaar     | Ik krijg vijf jaar |

Speltheoretisch bezien is het voornaamste kenmerk van dit spel dat het een niet-nulsomspel is: de gezamenlijke straf is, afgezien van de geldboete, nul of tien jaar. Vergelijkbare situaties kunnen in het dagelijks leven voorkomen, zij het dat volledig rationele individuen die niet met elkaar kunnen communiceren schaars zijn, en de keuzesituatie vaak veel complexer is. 
Wordt voorzien dat een dergelijke situatie met dezelfde partijen meer voorkomt, het repeated prisoner's dilemma, dan is het beter om samen te werken. Is de ontmoeting eenmalig of is het aantal spelronden beperkt, dan kan dit anders liggen.

## Voorbeelden

### Vervoer
Stel, velen gaan op hetzelfde moment naar hun werk en men kan de bus nemen of de auto. Reizen met de bus duurt tien minuten langer doordat men eerst naar de bushalte moet lopen en doordat de bus een omweg maakt en bij verschillende haltes moet stoppen. Als echter meer mensen de auto nemen ontstaat er een file, en daar heeft de bus ook last van.
|                          | Ik neem de bus | Ik neem de auto |
| ------------------------ | -------------- | --------------- |
| De meesten nemen de bus  | 20 minuten     | 10 minuten      |
| De meesten nemen de auto | 130 minuten    | 120 minuten     |
Het resultaat is vergelijkbaar met dat uit het dilemma van de gevangene. Wat de anderen ook doen, het is voor de betrokkene zelf altijd beter om de auto te nemen, ook al is er een duidelijke aansporing om collectief het openbaar vervoer te nemen.

### Adverteren
Een ander vergelijkbaar voorbeeld is het dorp met twee supermarkten. Elke winkel heeft de helft van het dorp als klant. Een winkel kan meer klandizie krijgen door te adverteren. Dat kost geld, maar daar staat de klandizie tegenover. Dat gaat ten koste van de concurrent, want de bewoners doen niet méér boodschappen. Het eindresultaat zal zijn dat beide winkels advertentiekosten maken, zonder dat ze meer klandizie krijgen: een situatie vergelijkbaar met een wapenwedloop. De matrix lijkt een nulsomspel te beschrijven, beide spelers verdelen een markt die niet groter of kleiner wordt: wat de een wint, verliest de ander. Het is daarentegen geen nulsomspel wanneer de advertentiekosten worden meegerekend. In dat geval is er een gezamenlijk voordeel te behalen door allebei niet te adverteren en ontstaat er weer een soort prisoner's dilemma.
|                               | Ik adverteer niet             | Ik adverteer                  |
| ----------------------------- | ----------------------------- | ----------------------------- |
| De concurrent adverteert niet | 50% van het dorp komt bij mij | 90% van het dorp komt bij mij |
| De concurrent adverteert      | 10% van het dorp komt bij mij | 50% van het dorp komt bij mij |

### Mededinging vs. kartelvorming
Een dergelijke situatie kan zich eveneens voordoen met betrekking tot de prijzen voor producten. Prijsafspraken zijn expliciet verboden op grond van het mededingingsrecht, bovendien zal ieder bedrijf een prikkel hebben vals te spelen en de prijs te verlagen omdat de afspraken niet afdwingbaar zijn. Een dergelijke problematiek speelt binnen de OPEC, waar ieder land de neiging heeft de eigen productie te verhogen tot boven het quotum, terwijl het er belang bij heeft dat alle anderen zich wel aan hun quota houden. Het nadeel dat Irak hierdoor meende op te lopen door overproductie van Koeweit was een factor in het uitbreken van de Golfoorlog van 1990-1991.
|                                | Ik reken hoge prijzen                                                    | Ik reken lage prijzen                                                           |
| ------------------------------ | ------------------------------------------------------------------------ | ------------------------------------------------------------------------------- |
| Concurrent rekent hoge prijzen | Hoge prijzen, hoge winsten                                               | Ik verwerf meer marktaandeel en heb hogere winst, concurrent heeft lagere winst |
| Concurrent rekent lage prijzen | Ik verlies marktaandeel en heb lagere winst, concurrent heeft hoge winst | Lage prijzen (prijzenoorlog), lage winsten                                      |

## Varianten
Er bestaan verschillende varianten van het prisoner's dilemma. Het dilemma krijgt in de ethiek aandacht omdat nogal wat maatschappelijke problemen overeenkomsten vertonen met het dilemma van de gevangene. Het gaat dan niet meer om twee personen die wel of niet samenwerken, maar om veel mensen. Evenmin is er sprake van een eenmalige keuze, maar moet er steeds opnieuw worden gekozen. Men spreekt dan van een gegeneraliseerd dilemma van de gevangene, van een multiplayer en van een repeated multiplayer prisoner's dilemma. Belasting betalen of afval opruimen zijn voorbeelden van een dergelijke gegeneraliseerde situatie.

### Multiplayer prisoner's dilemma
Een variant van het prisoner's dilemma met meer spelers is het multiplayer prisoner's dilemma, ook diners' dilemma genoemd, naar het veelgebruikte voorbeeld van een groep mensen, die gaan dineren. Hierin speelt een speler niet tegen een andere speler, maar tegen een groep als geheel.
Een groep van 10 personen gaat uit eten en besluit de rekening gelijkelijk te verdelen. Men kan kiezen uit twee menu's: een duur menu van € 30 en een goedkoop menu van € 20. Iedereen zou, wanneer hij alleen was, waarschijnlijk een goedkoop menu kiezen om zo min mogelijk te hoeven betalen. Als iedereen dit doet, kost het 200/10 = 20 euro per persoon, precies datgene dat eenieder had besteld. Als één persoon echter een duur menu kiest, krijgt hij een rekening van € 210/10 = € 21, terwijl hij toch voor € 30 heeft gegeten. Doet iedereen hetzelfde, dan bedraagt de rekening € 300/10 = € 30 per persoon. Iedereen betaalt precies voor zijn of haar bestelling, maar is alsnog duurder uit. Bestelt één persoon voor € 20 terwijl de rest bestelt voor € 30, betaalt hij ondanks zijn goedkope maaltijd € 29. Het is derhalve beter duur te bestellen, dan betaalt men weliswaar maximaal € 30, maar nooit meer dan de eigen maaltijd gekost heeft.
In het dagelijks leven komen multiplayer prisoner's dilemma's voor wanneer de kosten en lasten op een collectief kunnen worden afwentelen. Voor iedere deelnemer is er een prikkel om zoveel mogelijk van dit collectief te profiteren, maar wanneer iedereen dit doet, functioneert het collectief niet langer. Dit speelt bij de tragedie van de meent en het dilemma van de collectieve actie. Voorbeelden zijn:
- Belastingen betalen en van openbare voorzieningen profiteren, waarbij een ieder zo min mogelijk wil betalen en zo veel mogelijk wil profiteren.
- CO2-emissies, waarbij de landen gezamenlijk belang hebben bij emissievermindering, maar ieder land voor zichzelf zoveel mogelijk wil kunnen uitstoten.
- De tegenstrijdige belangen tussen de OPEC als geheel en ieder lid afzonderlijk.
- Corruptie geeft voor enkelen voordeel, maar voor de samenleving als geheel nadeel.
- Een klassenopdracht met meer leerlingen, waarbij ieder zo min mogelijk wil uitvoeren, maar toch een hoog cijfer wil, een voorbeeld van het dilemma van de collectieve actie.
- Het per appartement even veel omslaan van energiekosten in een flatgebouw waardoor iedereen is geneigd veel energie te gebruiken.

### Repeated prisoner's dilemma
Wanneer een prisoner's dilemma-situatie herhaald wordt, wordt van het repeated prisoner's dilemma gesproken. Hierbij moet niet alleen rekening gehouden worden met een enkel spel, maar ook met de strategie van spelers in vervolgsituaties. In het eerdergenoemde diner's dilemma kan een gast er weliswaar een keer mee wegkomen een dure maaltijd te bestellen en slechts € 21 te betalen, maar is de kans groot dat de groepsleden bij herhaling van het uitje ook dure maaltijden gaan bestellen.
Vooral wanneer het aantal spelronden onbekend is, kan een coöperatieve strategie lucratiever zijn. Een voorbeeld is een prisoner's dilemma tussen twee fabrikanten. Beiden maken meer winst wanneer ze een hoge prijs vragen, maar dan lopen ze ieder het risico dat de ander de prijs verlaagt en alle klanten wegkaapt. Zodoende zullen beide fabrikanten de prijs verlagen. Het is mogelijk dat ze met het verloop van tijd de reactie van de concurrent incalculeren en toch hun prijzen iets verhogen. Het prisoner's dilemma is een repeated prisoner's dilemma geworden en met meer dan twee fabrikanten zelfs een repeated multiplayer prisoner's dilemma. Iedere fabrikant kan besluiten zich niet coöperatief op te stellen, maar weet ook dat er morgen een nieuwe dag is en dat de concurrent kan terugslaan met een eigen prijsverlaging waardoor een prijzenoorlog wordt ontketend. Een dergelijke prijzenoorlog is in niemands belang en daarom kunnen fabrikanten besluiten een coöperatieve strategie te volgen, waardoor ze hogere prijzen kunnen rekenen en meer winst kunnen maken. Een dergelijke strategie is, omdat er geen daadwerkelijke, hooguit een stilzwijgende, afspraak bestaat, niet verboden onder het mededingingsrecht.
Andersom kan een onderneming het ook doelbewust op een prijzenoorlog aansturen. Hoewel de onderneming weet dat deze in niemands belang is, kan het mogelijk zijn dat de onderneming beter in staat is de verliezen te dragen, bijvoorbeeld door hogere financiële reserves of een grotere omvang, dus door schaalvoordeel. Een onderneming kan hierdoor besluiten doelbewust de prijzenoorlog aan te wakkeren en in stand te houden, wetend dat concurrenten het minder lang zullen volhouden en hierdoor worden uitgeschakeld. Hierdoor is de prijzenoorlog op kortere termijn nadelig maar op langere termijn voordelig omdat een onderneming een dominante positie kan uitbouwen of zelfs de markt kan monopoliseren. Door de wetenschap dat door de beperkte capaciteiten van de tegenstanders deze het minder lang kunnen volhouden, wordt een niet-coöperatieve strategie lucratiever. Dit kan, omdat de concurrentie hierdoor wordt beperkt, onder het mededingingsrecht worden verboden wanneer prijzen worden berekend die beneden de kostprijs liggen.

## Doorbreken van een prisoner's dilemma
Er bestaan factoren die een prisoner's dilemma kunnen doorbreken of verzwakken. Sociale druk is hier een van. Bij het hiervoor genoemde diner's dilemma zal iemand ervan kunnen worden weerhouden een dure maaltijd te kiezen doordat men zich schuldig voelt of op zijn gedrag wordt aangesproken door de anderen, vooral wanneer dit vrienden of bekenden zijn. Zijn de tafelgenoten volslagen onbekenden, dan zal de verleiding groter zijn een egoïstische strategie te kiezen en een dure maaltijd te bestellen. Communicatie en afspraken tussen partijen kunnen eveneens een prisoner's dilemma doorbreken. Dergelijke afspraken moeten wel kunnen worden afgedwongen. Kartelafspraken zijn dat niet omdat ze illegaal zijn, ze zijn derhalve in veel gevallen niet effectief aangezien een karteldeelnemer ongestraft zijn medekartelgenoten kan verraden door onder de afgesproken prijs te verkopen. Sterker nog, in het mededingingsrecht wordt de prisoner´s dilemma zelfs opzettelijk aangewakkerd door de wetgever door boetekortingen of zelfs boetevrijstellingen te geven aan karteldeelnemers die een kartel verklikken.

## Websites
- F Heylighen. The Prisoners' Dilemma, 1995.
- S Helfrich The Prisoners' Dilemma. met diverse verwijzingen

Catch-22 ·
Chicken game ·
Cognitieve dissonantie · 
Dubbele binding · 
Ezel van Buridan · 
Hobson-keuze · 
Prisoner's dilemma ·
Vals dilemma · 
Vork van Morton